# المعادی

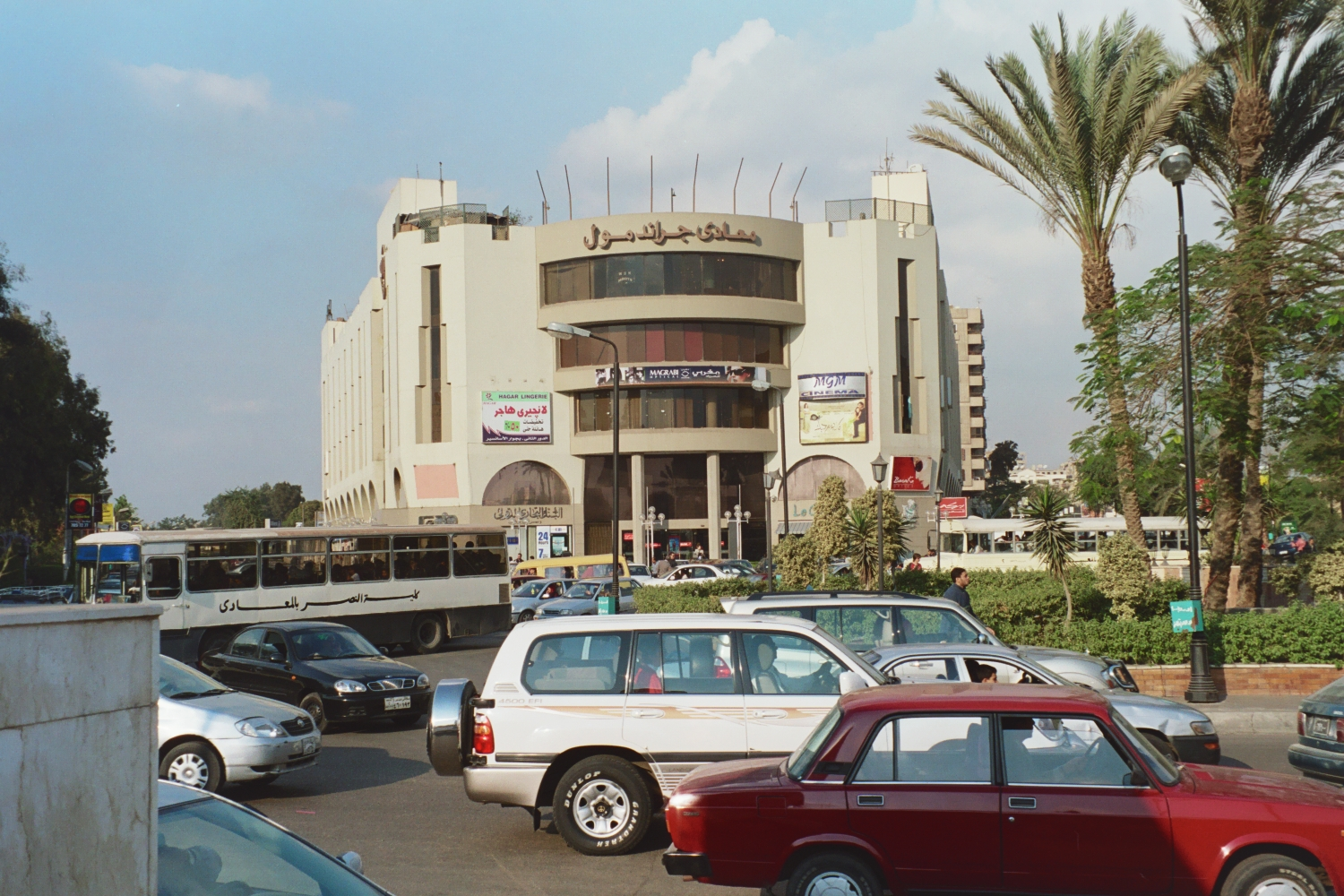
می‌دانی با مرکز خرید در معادی

المعادی (به عربی: المعادي) یکی از محله‌های اعیان‌نشین شهر قاهره است.
منطقه معادی محله‌ای قدیمی است که در جنوب شهر قاهره در کرانه خاوری رود نیل قرار گرفته‌است. معادی از محلات پرجنب‌وجوش و زنده قاهره با برج‌ها و ساختمان‌های بلند است و چندین سفارتخانه در آن قرار گرفته‌است.
تعدادی از هتل‌ها و رستوران‌های بزرگ و شیک شهر نیز در این محله و در کناره رود نیل قرار دارند.

## نگارخانه

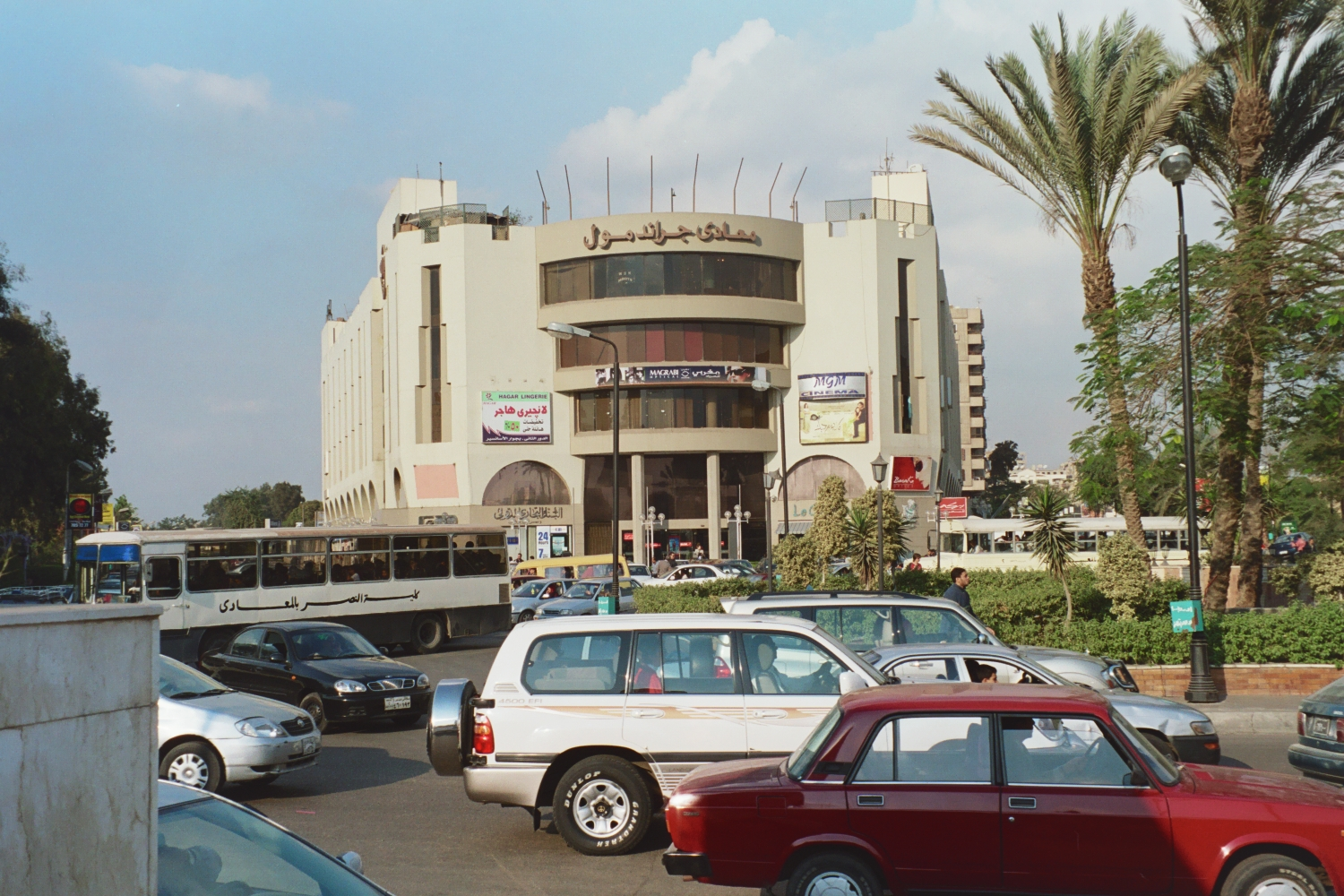
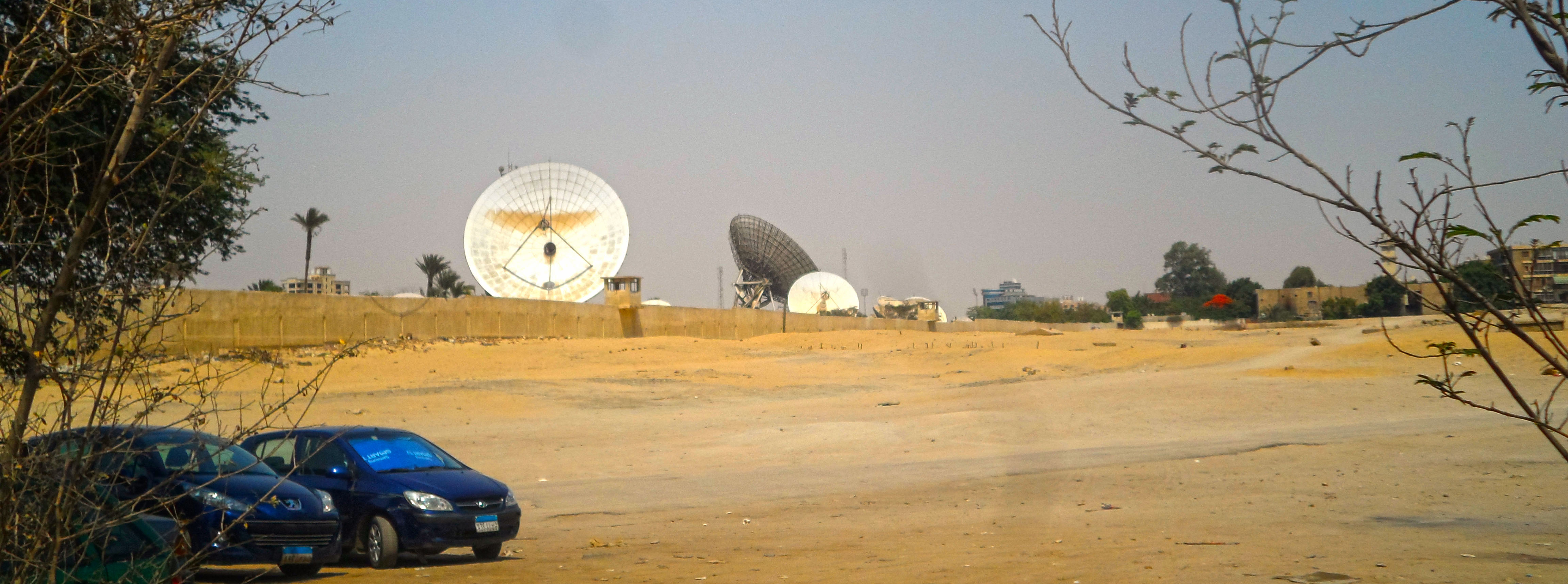
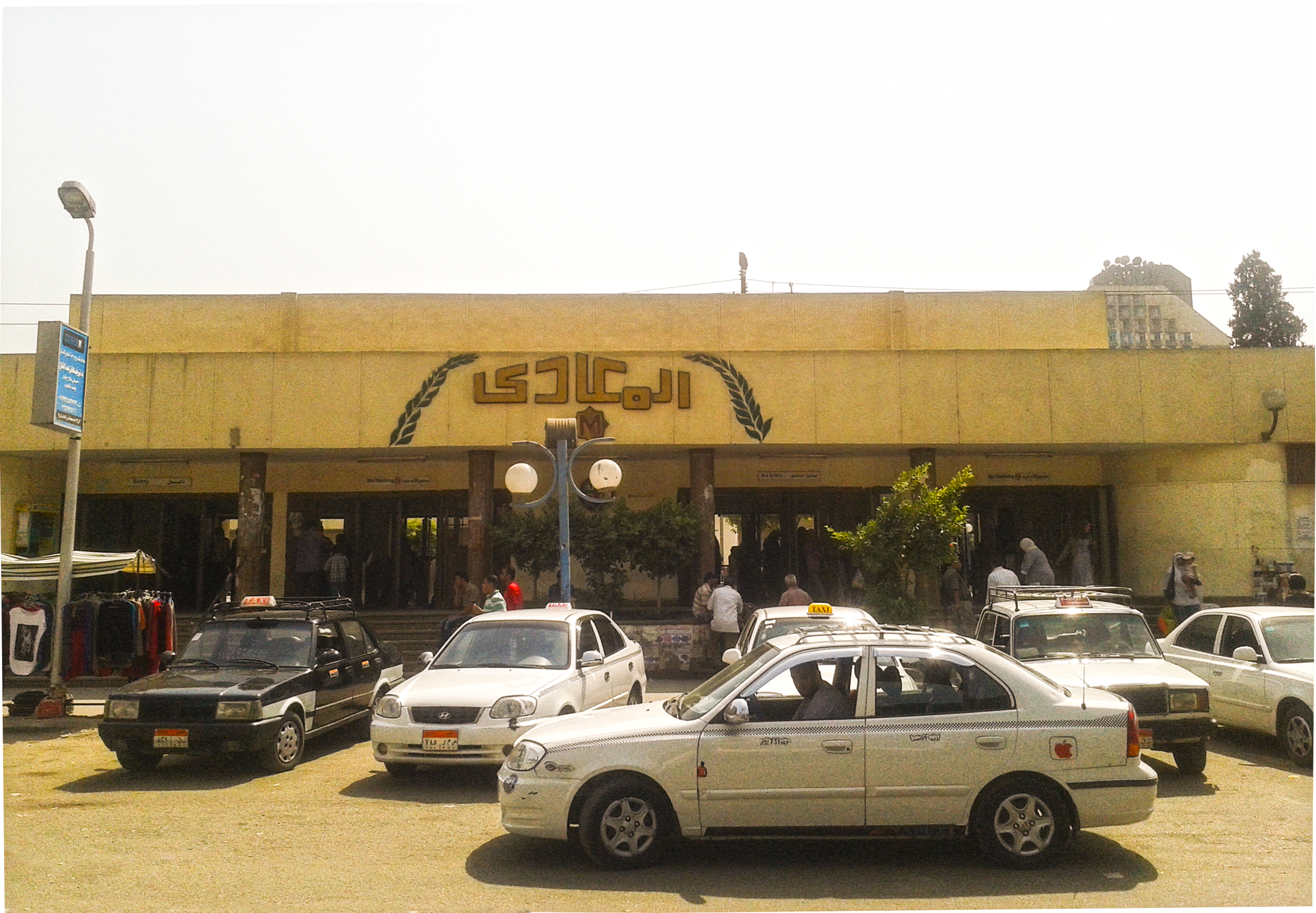
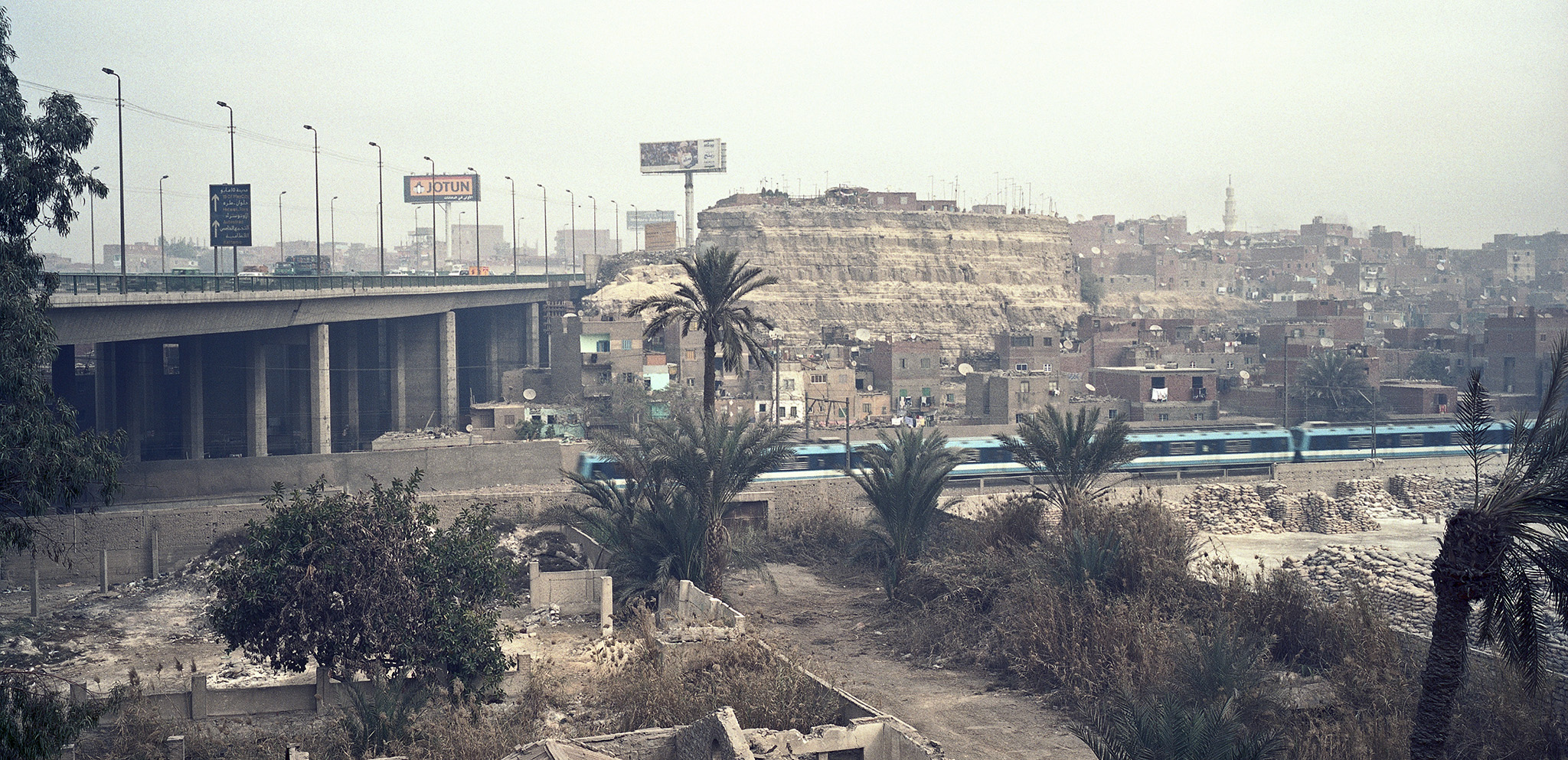
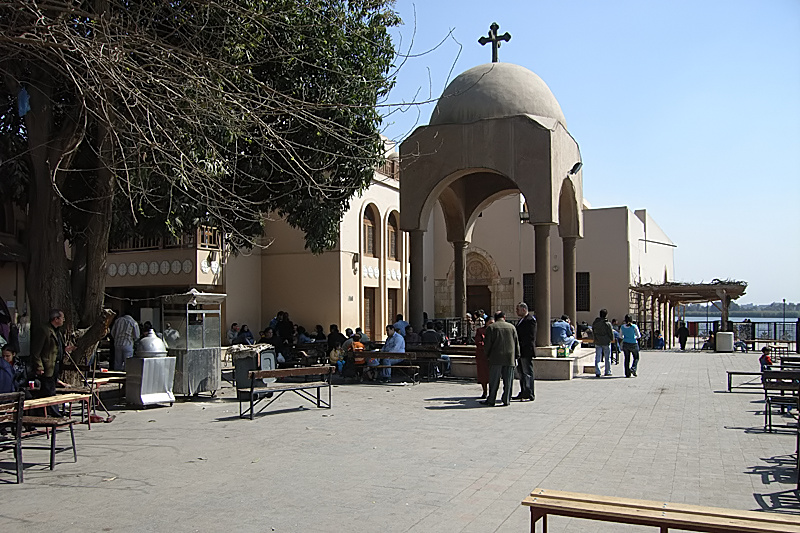
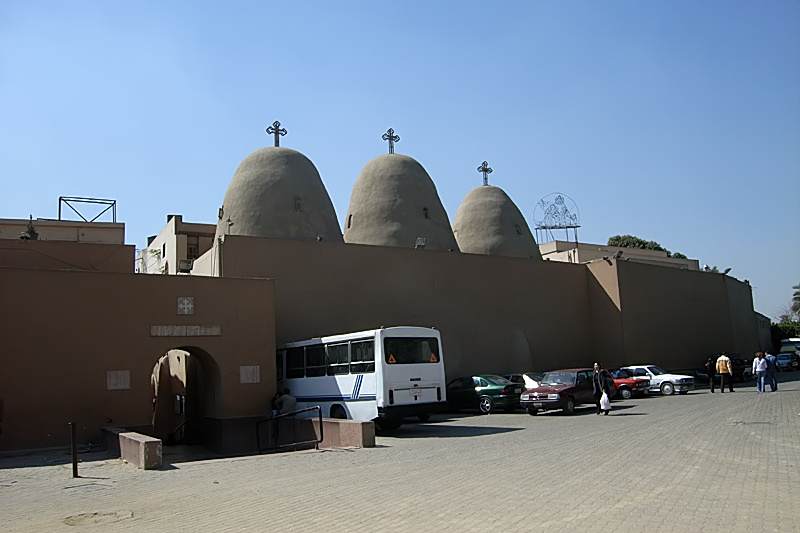
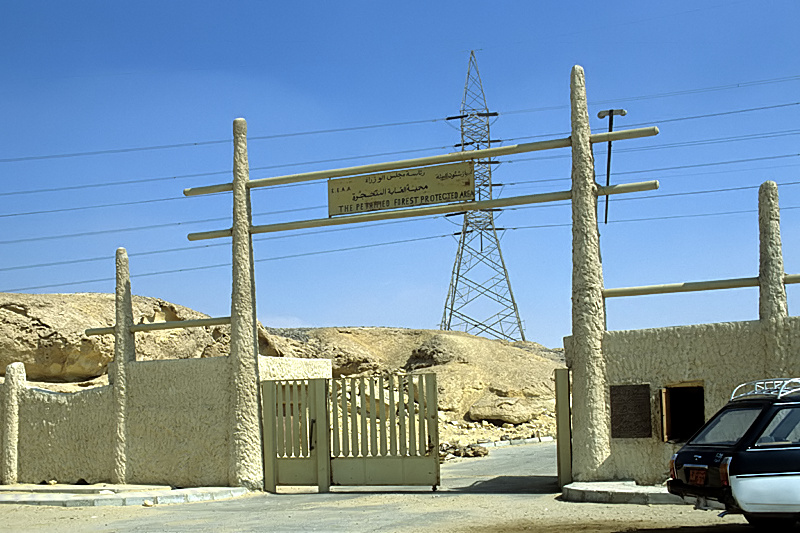
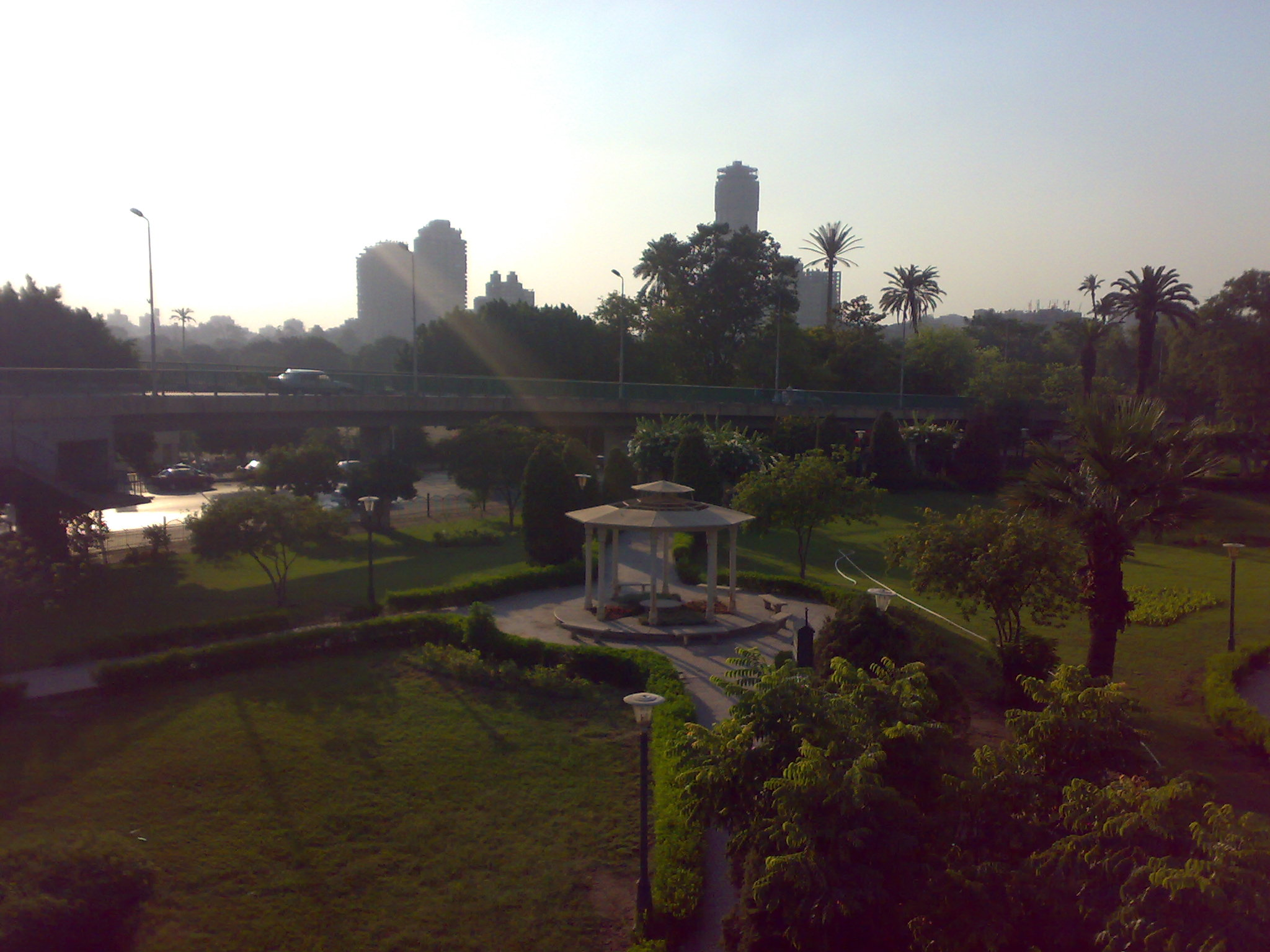
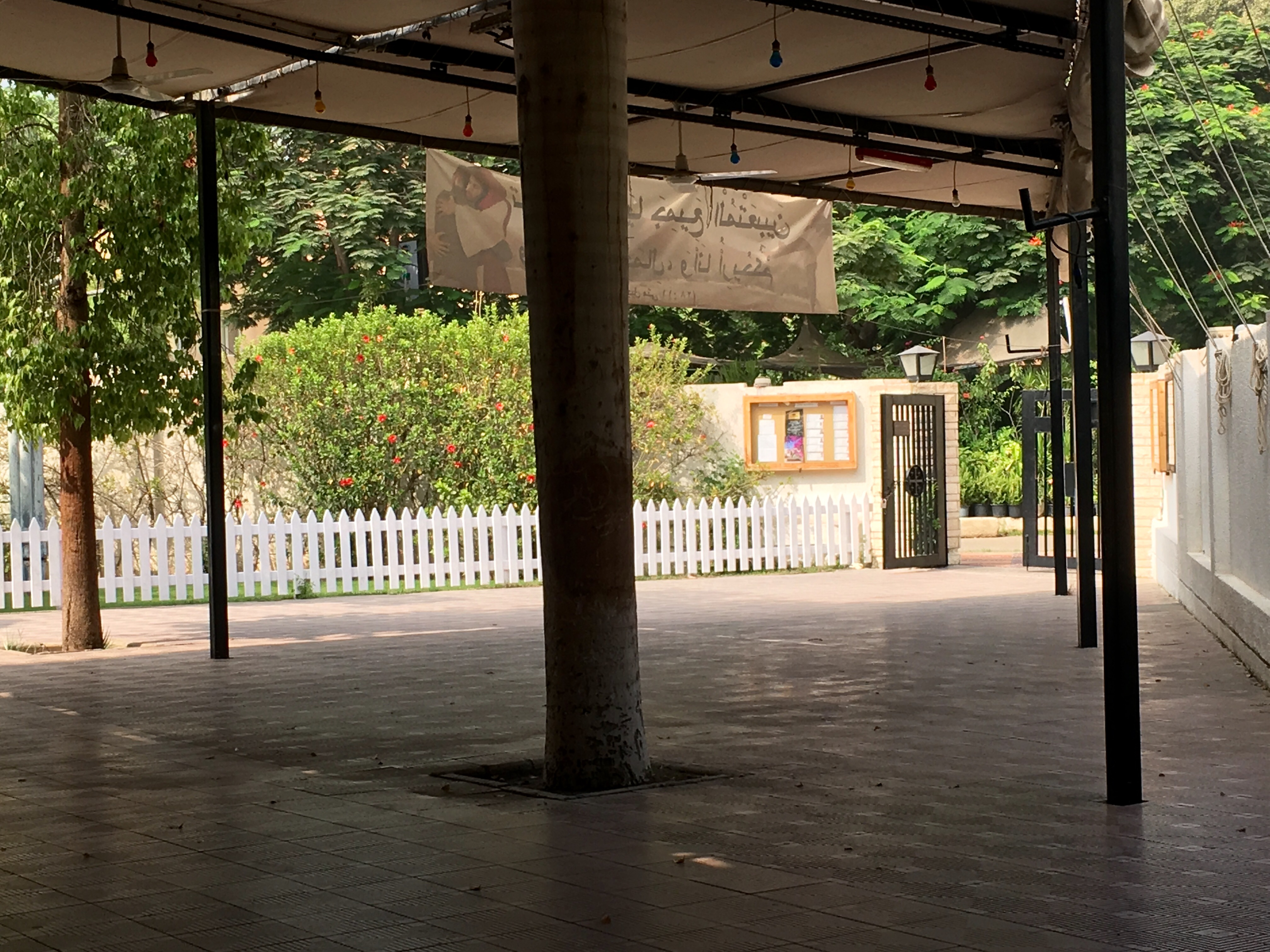